# Neobrachychthonius magnus
Neobrachychthonius magnus är en kvalsterart som beskrevs av Johann Wilhelm Karl Moritz 1976. Neobrachychthonius magnus ingår i släktet Neobrachychthonius och familjen Brachychthoniidae. Inga underarter finns listade i Catalogue of Life.